# 3007 Reaves
3007 Reaves este un asteroid din centura principală, descoperit pe 17 octombrie 1979 de Edward Bowell.